# Anablepidae
Famille
Les Anablepidae sont une famille de poissons de l'ordre des Cyprinodontiformes.

## Liste des genres
Selon FishBase 3 genres et 18 espèces (05/2015):
- genre Anableps Scopoli, 1777
- genre Jenynsia Günther, 1866
- genre Oxyzygonectes Fowler, 1916 - (monotypique)

## Galerie

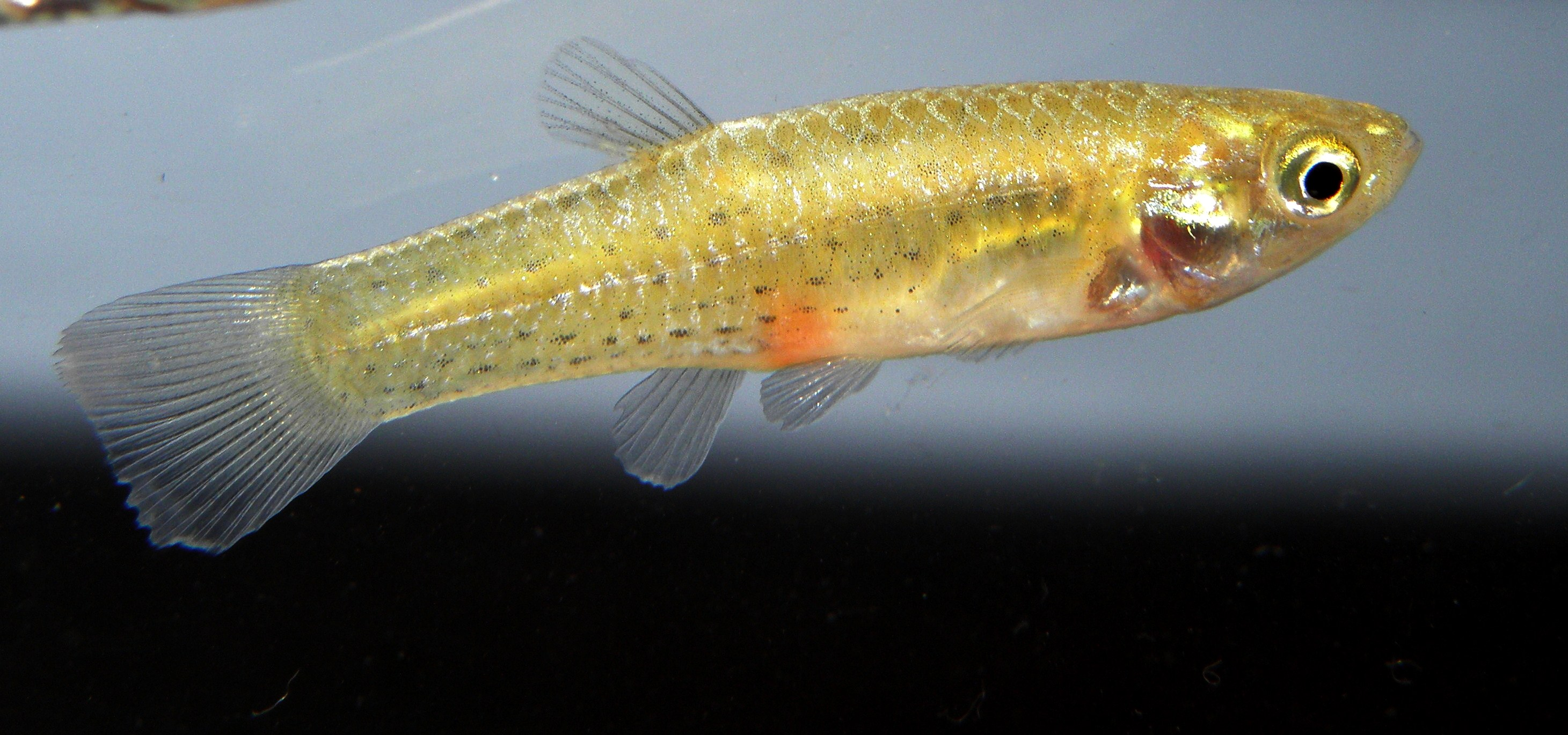
Jenynsia multidentata
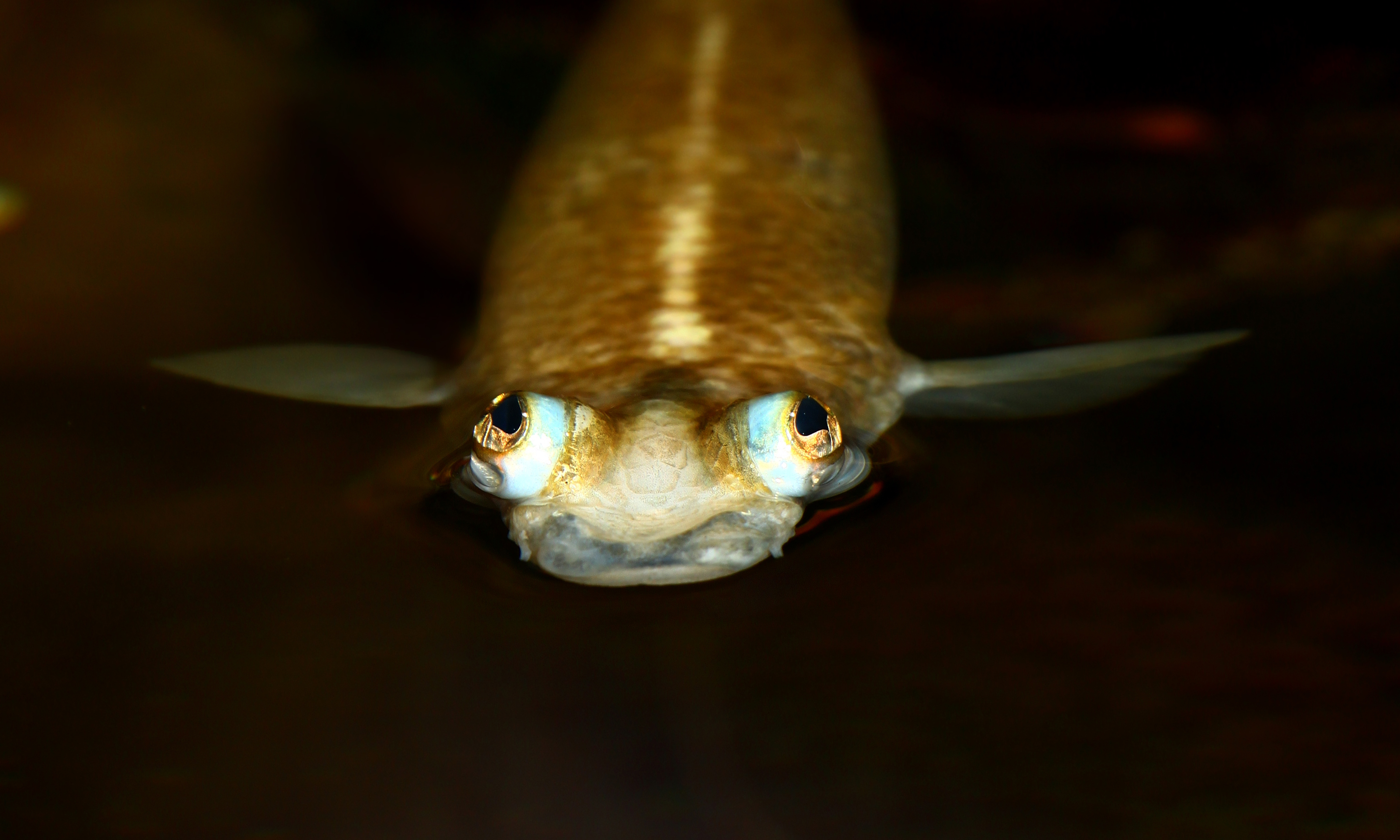
Anableps anableps